# Дозаправлення у повітрі

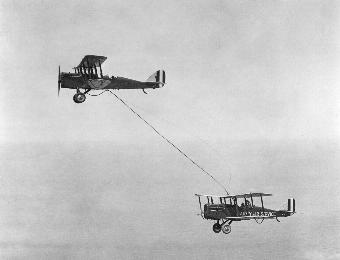
Перші експерименти з дозаправленням літака у повітрі. США. 1923

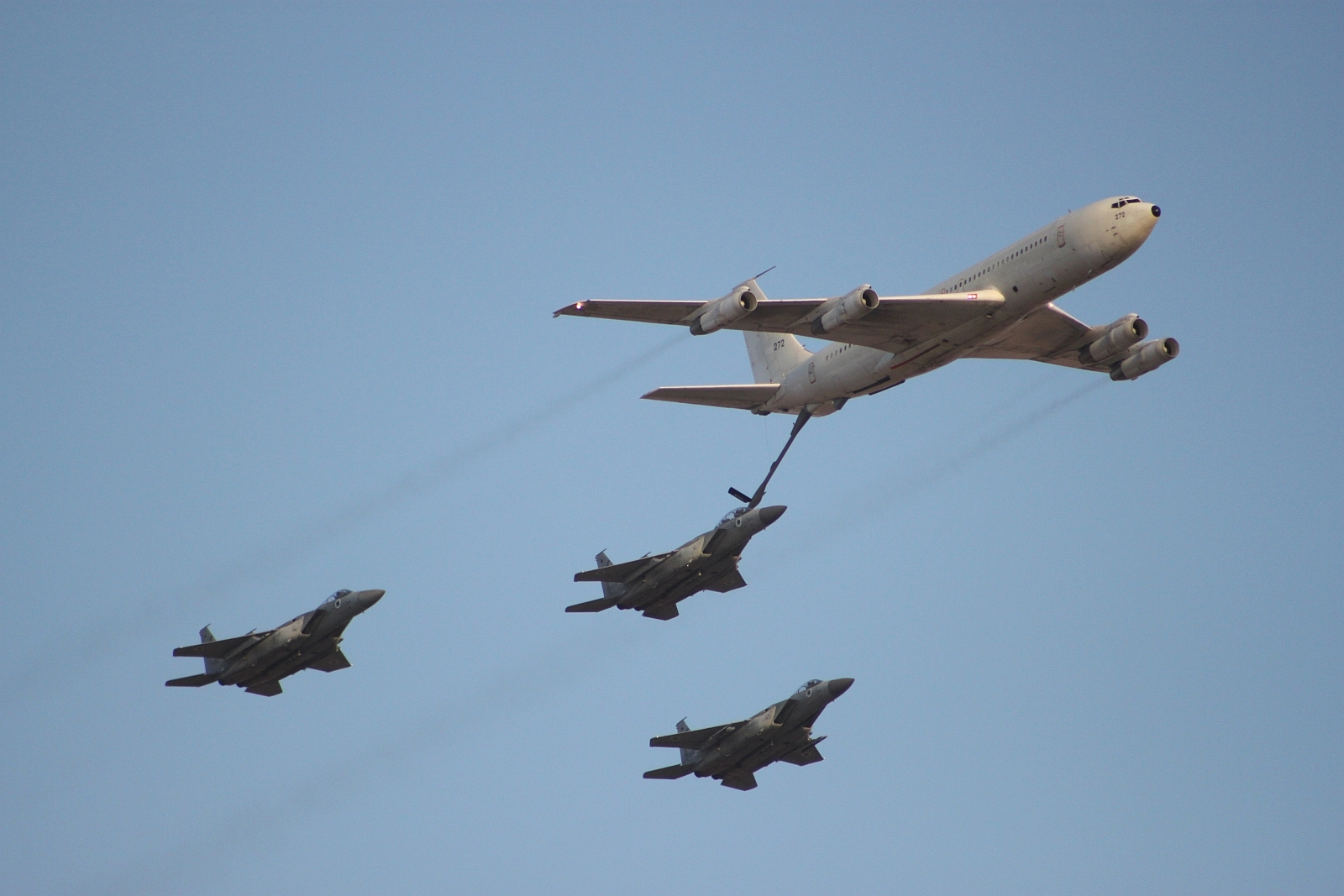
Літак-заправник ізраїльських ВПС Boeing 707 здійснює дозаправлення у повітрі винищувачів F-15. 28 червня 2011

Дозаправлення у повітрі — процес поповнення запасів пального зі спеціально оснащеного та обладнаного літака на інший для збільшення дальності польоту або часу перебуванні у повітрі.
Теоретично кількість дозаправлень у повітрі не обмежується й залежить тільки від низки показників, як-то втоми екіпажу та інженерних факторів, таких як споживання моторної оливи літальним апаратом. Оскільки літак-отримувач оснащується спеціальним обладнанням для отримання палива, це дозволяє йому здійснювати зліт у повітря з більшим корисним навантаженням, яким може бути зброя, вантаж, або персонал. Відповідно максимальна злітна вага літака при цьому нижче маси, яку він повинен мати для набору необхідної швидкості та висоти, з урахуванням можливості отримати дефіцит палива в польоті. Зокрема, такий літак потребує коротшого розбігу на злітно-посадковій смузі, бо злітна маса буде меншою перед заправкою відразу в повітрі.
Повітряне дозаправлення також розглядається, як шлях зниження витрати палива при польотах на великі відстані більше, ніж 3 000 морських миль (5 600 км). За оцінками експертів економія палива в такій спосіб перельоту для далеких рейсів (з урахуванням палива, використовуваного в ході танкерних місії) може становити до 35-40%.

## Варіанти дозаправлення
Для дозаправлення літального апарата у повітрі використовуються декілька варіантів передачі палива з літака на літак.

### Спосіб «шланга»
Перший, і найпопулярніший у військовій авіації, це метод з використанням шланга. Для дозаправлення паливом у такій спосіб, літак-заправник оснащується однією або декількома підвісними заправними установками, розташованими на максимально можливій відстані один від одного. При цьому дві з них знаходяться під крилами, за мотогондолами двигунів, а третя влаштовується в хвостовій частині фюзеляжу. Кожна заправна установка оснащена гнучким шлангом довжиною в кілька десятків метрів. На кінці шланга пристосовується так званий конус, або буй, що зовні нагадує волан, в основі якого знаходиться вентиль, котрий замикає просвіт шланга.
Літальний апарат, що заправляється, обладнується приймальною штангою, яка з метою поліпшення аеродинаміки апарату може бути зроблена такою, що забирається в корпус.
Процедура дозаправлення в польоті відбувається таким чином: літак-танкер розмотує шланг, і конус під напором повітря розправляється з складеного положення. Потім, обидва повітряних судна зближуються один з одним, причому танкер-заправник летить прямо, з постійною швидкістю й незмінною висотою, а повітряне судно, що має заправлятися, займає позицію ззаду і трохи знизу від танкера. Зрівнявши швидкості і висоту, пілот повітряного судна, котре заправляється, маневрує таким чином, щоб потрапити заправною штангою в некерований конус. Зчеплення штанги й конуса здійснюється електромагнітним замком. Після встановлення з'єднання оператором заправлення включається система перекачування, і паливо під великим тиском надходить в паливні баки повітряного судна, що заправляється. По закінченні заправлення пілот повітряного судна, що заправляється, просто зменшує швидкість, і конус від'єднується від штанги, коли сила натягу перевищить потужність електромагніту.
У такій спосіб можна заправляти як літаки, так і вертольоти. У свою чергу, через компактність заправних установок заправником може виступати і досить невеликий літак (наприклад палубний). Швидкість перекачування палива в сучасних заправних установках досягає 1 500 літрів на хвилину.

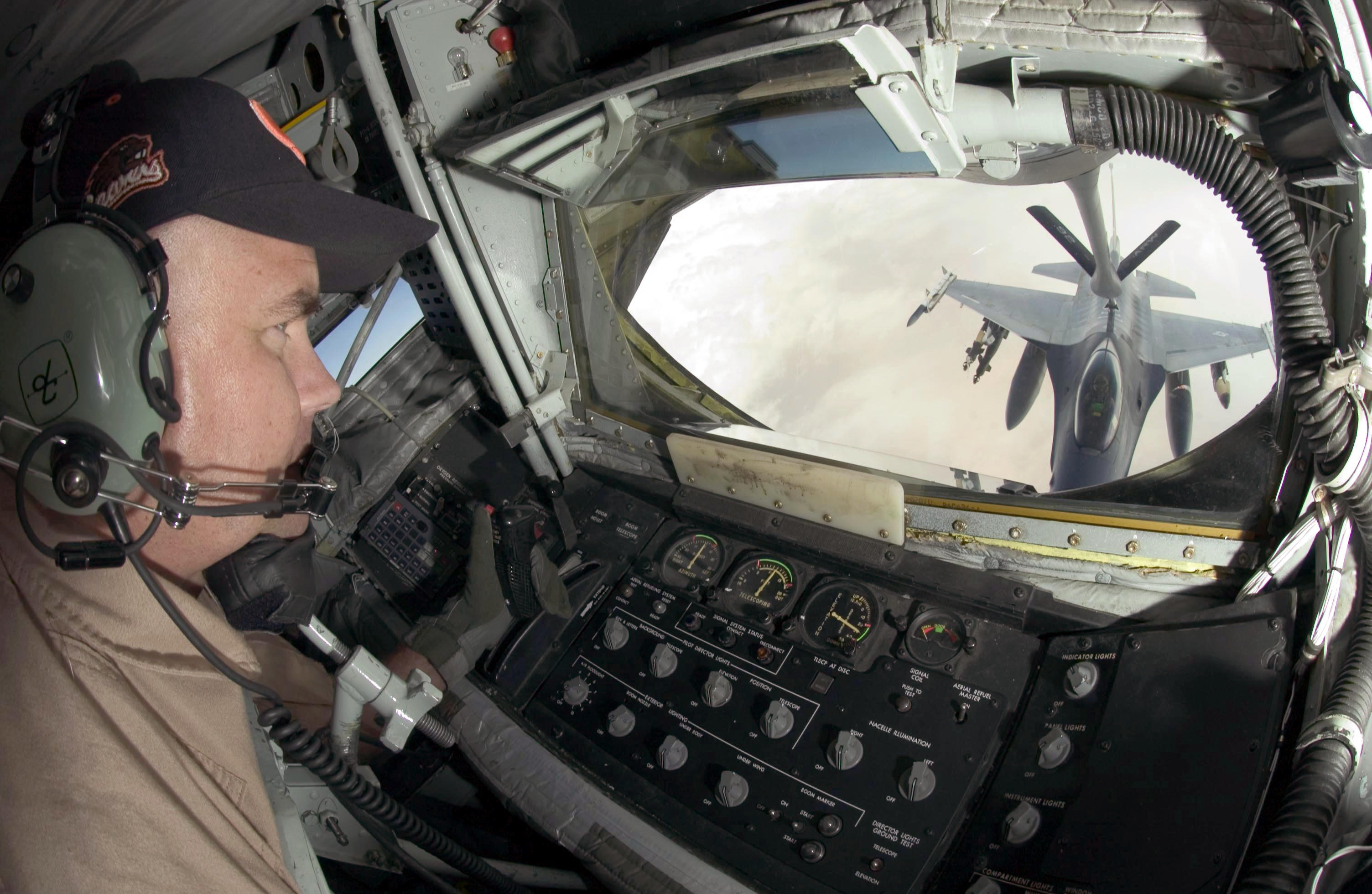
Кабіна оператора, що здійснює дозаправлення з літака-заправника американських ВПС KC-135 «Стратотанкер» винищувача F-16 «Файтінг Фалкон» у небі Іраку. Війна в Іраку. 2004

### Спосіб «штанги»
Другий варіант дозаправлення літальних апаратів здійснюється за допомогою літаків-заправників, що обладнуються заправними штангами. Штанга становить телескопічну трубу довжиною близько 20 метрів, закріплену у хвостовій частині заправника, на якій розташовані маленькі крильця, завдяки яким штанга у випущеному стані, з одного боку, не змінює центрування танкера, а з іншого боку, може переміщатися в просторі.
Процес заправки схожий з заправкою за допомогою шланга, але є й деякі суттєві відмінності. Літаки зближуються і вирівнюють швидкості. Літак, що заправляється, займає позицію знизу і трохи позаду заправника. Потім оператор заправної станції, керуючи крильцями на штанзі, стикує її з заправною горловиною, яка розташована, як правило, за кабіною пілотів. Після стикування паливо під тиском подається в баки літака, що заправляється.
Для полегшення навігації в темний час доби сучасні танкерів мають систему, котра підсвічує сферу під собою, за винятком того місця, яке повинен зайняти літак, що заправляється. Таким чином, пілоту необхідно триматися в затемненій області під літаком-заправником.
Через те, що штанга досить велика, її встановлюють тільки на великі літаки-заправники. Сучасні заправні установки дозволяють перекачувати паливо зі швидкістю до 4500 літрів на хвилину. Оскільки така швидкість загалом велика, за допомогою штанги заправляють не тільки легкі літаки, а й бомбардувальники, транспортні літаки або інші літаки-заправники.

### Спосіб «крило— крило»
Наступним методом дозаправлення літаків у повітрі був спосіб «крило — крило», що передбачав наступну тактику дії. Літаки в строю летіли паралельними курсами — крило до крила, не перебуваючи в потоці один одного. Літак-заправник випускав з закінцівки крила трос із стабілізуючим парашутом. Бомбардувальник маневрував таким чином, щоб покласти штангу, що стирчить з торця крила на трос. При прослизанні троса по штанзі бомбардувальника трос чіпляв гнучку тягу, за яку витягав з крила шланг. Далі трос вибирався заправником, а бомбардувальник випускав шланг. Досягнувши крила заправника, шланг стикувався із заправною магістраллю, і починалося перекачування палива. Паливо перекачувалося під тиском з великими витратами. Після заправки процес йшов у зворотному напрямку: бомбардувальник втягував шланг, заправник випускав трос. Після втягування шланга трос звільнявся, і заправник був готовий заправити інший літак.
Але такий метод дозаправлення літаків використовувався тільки у радянських ВПС у 1950-ти роки на літаках типу Ту-4 та Ту-16, й незабаром був визнаний неефективним, урешті-решт від нього відмовилися.